# Пайдаш, Джелаль
Джелаль Пайдаш (тур. Celal Paydaş; 1940—1988) — турецкий политик и юрист, видный деятель Республиканской народной партии (CHP). Депутат двух созывов турецкого парламента. Являлся радикальным активистом левого крыла CHP. Проводил жёсткий курс в отношении политических противников. После военного переворота в 1980 году был заключён в тюрьму и подвергнут пыткам. Скончался вскоре после освобождения.

## Юрист и депутат
Родился в деревенской семье из окрестностей Хильвана (Урфа). Окончил юридический факультет Стамбульского университета. Занимался адвокатской практикой.
Вступил в Республиканскую народную партию (CHP). Дважды избирался в парламент Турции как партийный депутат от Урфы.

## Радикальный кемалист
Джелаль Пайдаш был убеждённым кемалистом, приверженцем идей Ататюрка, сторонником светского национального и социального государства. В CHP под началом социал-демократа Бюлента Эджевита он принадлежал к левому крылу партии. Отличался жёстким радикализмом, был причастен к политическому насилию активистов CHP против исламистов и консерваторов. Возглавлял местную организацию CHP в Урфе, был одним из самых влиятельных политиков региона. Под руководством Пайдаша организация активно противостояла правым силам и курдским сепаратистам.
Широкую известность в мире Джелаль Пайдаш приобрёл в феврале 1976 года. На одном из парламентских заседаний он стал инициатором массовой драки. «Депутат от Народно-республиканской партии Пайдаш пинками и кулаками удалил с трибуны депутата от Партии справедливости Эльверди» — после чего произошло крупное физическое столкновение, некоторые депутаты схватились за огнестрельное оружие; Али Эльверди был госпитализирован. Это событие было замечено в СССР и использовалась в пропаганде для саркастического обличения «пороков буржуазного парламентаризма».
Джелаль Пайдаш воспринимался в турецкой политике не только как публичный деятель, но и как силовой авторитет. Этому способствовали его стилевые особенности — резкость выступлений, ношение тёмных очков, угрозы и применение насилия, демонстрация оружия.

## Заключение и смерть
12 сентября 1980 года в Турции произошёл государственный переворот. К власти пришло военное командование во главе с генералом Кенаном Эвреном. Новый режим жёстко подавлял любой радикализм, причём в первую очередь левый.
Джелаль Пайдаш был арестован и заключён в тюрьму Диярбакыра. В заключении он подвергся пыткам, вышел с подорванным здоровьем. Это стало причиной его ранней — в возрасте 48 лет — смерти от сердечного приступа 13 декабря 1988.

## Семья и память
Джелаль Пайдаш был женат, имел троих детей.
Именем Джелаля Пайдаша названа улица в Хильване.